# Championnat d'Italie de hockey sur glace 2017-2018
Saison précédente Saison suivante
La saison 2017-2018 est la 84e édition du Championnat d'Italie de hockey sur glace et la deuxième à se jouer en parallèle de l'Alps Hockey League.

## Italian Hockey League - Elite

### Format
Les huit équipes italiennes engagées en Alps Hockey League prennent part à la compétition. Celles-ci sont réparties dans deux groupes de quatre équipes joués en matchs aller-retour. Les rencontres se déroulent du 26 décembre 2017 au 6 janvier 2018 et comptent également pour la saison régulière de l'AlpHL. Les deux premiers de chaque groupe se qualifient pour le carré final qui a lieu les 10 et 11 février à Asiago. Le vainqueur est sacré champion d'Italie 2017-2018.

### Équipes engagées
| Club                      | Ville                | Date de création | Classement 2016-2017 | Patinoire                           |
| ------------------------- | -------------------- | ---------------- | -------------------- | ----------------------------------- |
| Ritten Sport              | Renon                | 1984             | 1er                  | Arena Ritten                        |
| HC Pustertal-Val Pusteria | Brunico              | 1954             | 2e                   | Rienzstadion                        |
| HC Asiago                 | Asiago               | 1935             | 3e                   | Pala Hodegart                       |
| SG Cortina                | Cortina d'Ampezzo    | 1924             | 4e                   | Stadio Olimpico del Ghiaccio        |
| HC Egna                   | Egna                 | 1963             | 5e                   | Würth Arena                         |
| HC Gherdeina              | Selva di Val Gardena | 1927             | 6e                   | Pranives Ice Stadium                |
| SSI Vipiteno Broncos      | Vipiteno             | 1948             | 7e                   | Disco Arena                         |
| HC Fassa                  | Canazei              | 1955             | 8e                   | Stadio del Ghiaccio Gianmario Scola |

| HC Asiago SG Cortina HC Fassa HC Gherdeina HC Egna HC Pustertal Ritten Sport SSI Vipiteno Broncos |

### Qualification

#### Groupe A
| Clt   | Équipe                    | PJ | V | VP | D | DP | BP | BC | Diff | Pts |
| ----- | ------------------------- | -- | - | -- | - | -- | -- | -- | ---- | --- |
| +001, | AS Renon                  | 6  | 4 | 1  | 0 | 1  | 20 | 10 | +10  | 15  |
| +002, | HC Pustertal-Val Pusteria | 6  | 4 | 1  | 1 | 0  | 22 | 10 | +12  | 14  |
| +003, | Sportivi Ghiaccio Cortina | 6  | 1 | 0  | 4 | 1  | 9  | 15 | -6   | 4   |
| +004, | HC Fassa                  | 6  | 1 | 0  | 5 | 0  | 8  | 24 | -16  | 3   |

- Qualifiés pour le carré final

#### Groupe B
| Clt   | Équipe                | PJ | V | VP | D | DP | BP | BC | Diff | Pts |
| ----- | --------------------- | -- | - | -- | - | -- | -- | -- | ---- | --- |
| +001, | AS Asiago             | 6  | 5 | 1  | 0 | 0  | 29 | 16 | +13  | 17  |
| +002, | SSI Vipiteno Broncos  | 6  | 4 | 0  | 1 | 1  | 31 | 22 | +9   | 13  |
| +003, | Hockey Club Gherdeina | 6  | 1 | 0  | 5 | 0  | 18 | 26 | -8   | 3   |
| +004, | Hockey Club Egna      | 6  | 1 | 0  | 5 | 0  | 14 | 28 | -14  | 3   |

- Qualifiés pour le carré final

### Carré final
|  | Demi-finales              | Demi-finales              |          |   | Finale                    | Finale                    |
|  | Demi-finales              | Demi-finales              |          |   | Finale                    | Finale                    |
|  |                           |                           |          |   |                           |                           |
|  | 10 février, Pala Hodegart | 10 février, Pala Hodegart |          |   | 11 février, Pala Hodegart | 11 février, Pala Hodegart |
|  | 10 février, Pala Hodegart | 10 février, Pala Hodegart |          |   | 11 février, Pala Hodegart | 11 février, Pala Hodegart |
|  | AS Renon                  | 4                         |          |   | 11 février, Pala Hodegart | 11 février, Pala Hodegart |
|  | AS Renon                  | 4                         |          |   | 11 février, Pala Hodegart | 11 février, Pala Hodegart |
|  | SSI Vipiteno Broncos      | 3                         |          |   | 11 février, Pala Hodegart | 11 février, Pala Hodegart |
|  | SSI Vipiteno Broncos      | 3                         | AS Renon | 6 |                           |                           |
|  | 10 février, Pala Hodegart |                           | AS Renon | 6 |                           |                           |
|  |                           | HC Pustertal-Val Pusteria | 1        |   |                           |                           |
|  | HC Asiago                 | HC Pustertal-Val Pusteria | 1        | 4 |                           |                           |
|  | HC Asiago                 |                           |          | 4 |                           |                           |
|  | HC Pustertal-Val Pusteria | 6                         |          |   |                           |                           |
|  | HC Pustertal-Val Pusteria | 6                         |          |   |                           |                           |

#### Finale
| 11 février 2018 | AS Renon | 6-1 (4-0, 0-0, 2-1) | HC Pustertal-Val Pusteria | Pala Hodegart, Asiago 700 spectateurs |

| Feuille de match | Feuille de match | Feuille de match                | Feuille de match                   | Feuille de match                                                                                  |
| ---------------- | --- | ------------------------------- | ---------------------------------- | ------------------------------------------------------------------------------------------------- |
|                  | O. Ahlström (S. Kostner) — 27 s Frei (Fink) — 8 min M. Spinell (Frei) — 13 min 47 s Borgatello (S. Kostner, Cole) — 17 min 11 s (SN) Tudin — 45 min 1 s M. Spinell — 57 min 36 s - | 1-0 2-0 3-0 4-0 5-0 6-0 6-1     | - Bona (Tauber) — 59 min 56 s (SN) | Arbitrage : Andrea Benvegnù Andrea Moschen Juges de ligne : Matthias Cristeli Federico Stefenelli |
| Patrick Killeen  | Gardiens | Alexander Kinkelin Hannes Stoll |                                    | Arbitrage : Andrea Benvegnù Andrea Moschen Juges de ligne : Matthias Cristeli Federico Stefenelli |
| 18 min           | Pénalités | 14 min                          |                                    | Arbitrage : Andrea Benvegnù Andrea Moschen Juges de ligne : Matthias Cristeli Federico Stefenelli |
| 29               | Tirs | 32                              |                                    | Arbitrage : Andrea Benvegnù Andrea Moschen Juges de ligne : Matthias Cristeli Federico Stefenelli |

## Italian Hockey League

### Équipes engagées
| Club                   | Ville                         | Patinoire                           | Capacité |
| ---------------------- | ----------------------------- | ----------------------------------- | -------- |
| HC Alleghe             | Alleghe                       | Stadio Alvise De Toni               | 2.500    |
| HC Feltreghiaccio      | Feltre                        | Palaghiaccio Feltre                 | 6.000    |
| HC Chiavenna           | Chiavenna                     | Palaghiaccio di Chiavenna           | 450      |
| AS Côme                | Côme                          | Palaghiaccio Casate                 | 2.500    |
| HC Varèse              | Varèse                        | PalAlbani                           | 1.200    |
| Hockey Milano Rossoblu | Milan                         | Stadio del ghiaccio Agorà           | 4.000    |
| SC Auer-Ora            | Ora                           | Eisplatz Schwarzenbach              | 500      |
| AS Pergine             | Pergine Valsugana             | Stadio del ghiaccio di Pergine      | 2.500    |
| HC Merano              | Merano                        | MeranArena                          | 3.000    |
| HC Appiano             | Appiano sulla Strada del Vino | Stadio del ghiaccio di Appiano      | 1.500    |
| SV Caldaro             | Caldaro sulla Strada del Vino | Palaghiaccio Caldaro                | 1.500    |
| HC Fiemme              | Cavalese                      | Palazzetto del Ghiaccio di Cavalese | 2.300    |

| Alleghe Feltre Chiavenna Pergine Ora Milan Côme Varèse Merano Appiano Caldaro Cavalese |

### Séries éliminatoires

#### Play-offs
|  | Quarts de finale au meilleur des 5 matches | Quarts de finale au meilleur des 5 matches | Quarts de finale au meilleur des 5 matches |            |             | Demi-finales au meilleur des 5 matches | Demi-finales au meilleur des 5 matches | Demi-finales au meilleur des 5 matches |  |  | Finale au meilleur des 5 matches | Finale au meilleur des 5 matches | Finale au meilleur des 5 matches |
|  |                                            |                                            |                                            |            |             |                                        |                                        |                                        |  |  |                                  |                                  |                                  |
|  | (1)                                        | HC Merano                                  | 3                                          |            |             |                                        |                                        |                                        |  |  |                                  |                                  |                                  |
|  | (8)                                        | HC Alleghe                                 | 0                                          |            |             |                                        |                                        |                                        |  |  |                                  |                                  |                                  |
|  | (8)                                        | HC Alleghe                                 | 0                                          |            | (1)         | HC Merano                              | 3                                      |                                        |  |  |                                  |                                  |                                  |
|  |                                            |                                            |                                            |            | (1)         | HC Merano                              | 3                                      |                                        |  |  |                                  |                                  |                                  |
|  |                                            | (4)                                        | AS Pergine                                 | 0          |             |                                        |                                        |                                        |  |  |                                  |                                  |                                  |
|  | (4)                                        | (4)                                        | AS Pergine                                 | 0          | AS Pergine  | 3                                      |                                        |                                        |  |  |                                  |                                  |                                  |
|  | (4)                                        |                                            |                                            |            | AS Pergine  | 3                                      |                                        |                                        |  |  |                                  |                                  |                                  |
|  | (5)                                        | HC Fiemme                                  | 0                                          |            |             |                                        |                                        |                                        |  |  |                                  |                                  |                                  |
|  |                                            |                                            |                                            |            |             |                                        |                                        |                                        |  |  | (1)                              | HC Merano                        | 1                                |
|  |                                            |                                            | (2)                                        | HC Appiano | 3           |                                        |                                        |                                        |  |  |                                  |                                  |                                  |
|  | (3)                                        | Milano Rossoblu                            | 3                                          |            |             |                                        |                                        |                                        |  |  |                                  |                                  |                                  |
|  | (6)                                        | SV Caldaro                                 | 2                                          |            |             |                                        |                                        |                                        |  |  |                                  |                                  |                                  |
|  | (6)                                        | SV Caldaro                                 | 2                                          |            | (3)         | Milano Rossoblu                        | 2                                      |                                        |  |  |                                  |                                  |                                  |
|  |                                            |                                            |                                            |            | (3)         | Milano Rossoblu                        | 2                                      |                                        |  |  |                                  |                                  |                                  |
|  |                                            | (2)                                        | HC Appiano                                 | 3          |             |                                        |                                        |                                        |  |  |                                  |                                  |                                  |
|  | (7)                                        | (2)                                        | HC Appiano                                 | 3          | SC Auer-Ora | 0                                      |                                        |                                        |  |  |                                  |                                  |                                  |
|  | (7)                                        |                                            |                                            |            | SC Auer-Ora | 0                                      |                                        |                                        |  |  |                                  |                                  |                                  |
|  | (2)                                        | HC Appiano                                 | 3                                          |            |             |                                        |                                        |                                        |  |  |                                  |                                  |                                  |